# Hayden White
Hayden White (Martin (Tennessee), 12 juli 1928 – Santa Cruz, 5 maart 2018) was een Amerikaans historicus en literatuurcriticus.

## Biografie
White behaalde zijn bachelor aan de Wayne State University in 1951. Hier was hij een klasgenoot van Arthur Danto en was hij een leerling van William I. Bossenbrook. Hij behaalde vervolgens zijn master en Ph.D. aan de University of Michigan (respectievelijk 1952 en 1958). Hij werkte achtereenvolgens namens de UCLA op de Universiteit van Venetië, Bologna en ten slotte op Stanford.

## Wetenschappelijk belang
De publicatie van zijn boek Metahistory heeft er mede aan bijgedragen dat de grens tussen literatuur en geschiedschrijving vager is geworden. In dat boek verdedigt hij de stelling dat historische vertellingen zich onontkoombaar houden aan verhaalstructuren zoals we die kennen uit de literatuur. Op basis van historisch onderzoek naar de stijl, het taalgebruik en de argumentatiestructuur van enkele bekende negentiende-eeuwse historici,  maakt hij duidelijk dat de verschillende “plots” die historici tot hun beschikking hebben, bovendien gekoppeld zijn aan metaforen, argumentatiestructuren en ideologieën. De belangrijkste conclusie is dat geschiedenisboeken het verleden dus niet rechtstreeks en neutraal weergeven, maar dat ze altijd een verhaalstructuur aanbrengen in de overgeleverde feiten uit de historische werkelijkheid. Daarmee zit er een inherent fictief en constructuur element in de geschiedschrijving, deze denkwijze wordt wel het Narrativisme genoemd. Vanwege deze opvattingen wordt White vaak in een adem genoemd met de Nederlandse geschiedfilosoof Frank Ankersmit.

## Geselecteerde bibliografie
- Metahistory: The Historical Imagination in Nineteenth-Century Europe, 1973
- The Greco-Roman Tradition, 1974
- Metahistory: The Historical Imagination in Nineteenth-Century Europe, 1975
- Tropics of Discourse: Essays in Cultural Criticism, 1978
- The Content of the Form: Narrative Discourse and Historical Representation, 1987
- Figural Realism: Studies in the Mimesis Effect, 1998
- The Fiction of Narrative: Essays on History, Literature, and Theory, 1957-2007, 2010